# 萨德普尔
萨德普尔（Sadpur），是印度西孟加拉邦North Twentyfour Parganas县的一个城镇。总人口6742（2001年）。

## 人口
该地2001年总人口6742人，其中男性3448人，女性3294人；0—6岁人口689人，其中男346人，女343人；识字率77.71%，其中男性为82.51%，女性为72.68%。